# Gustav Wied

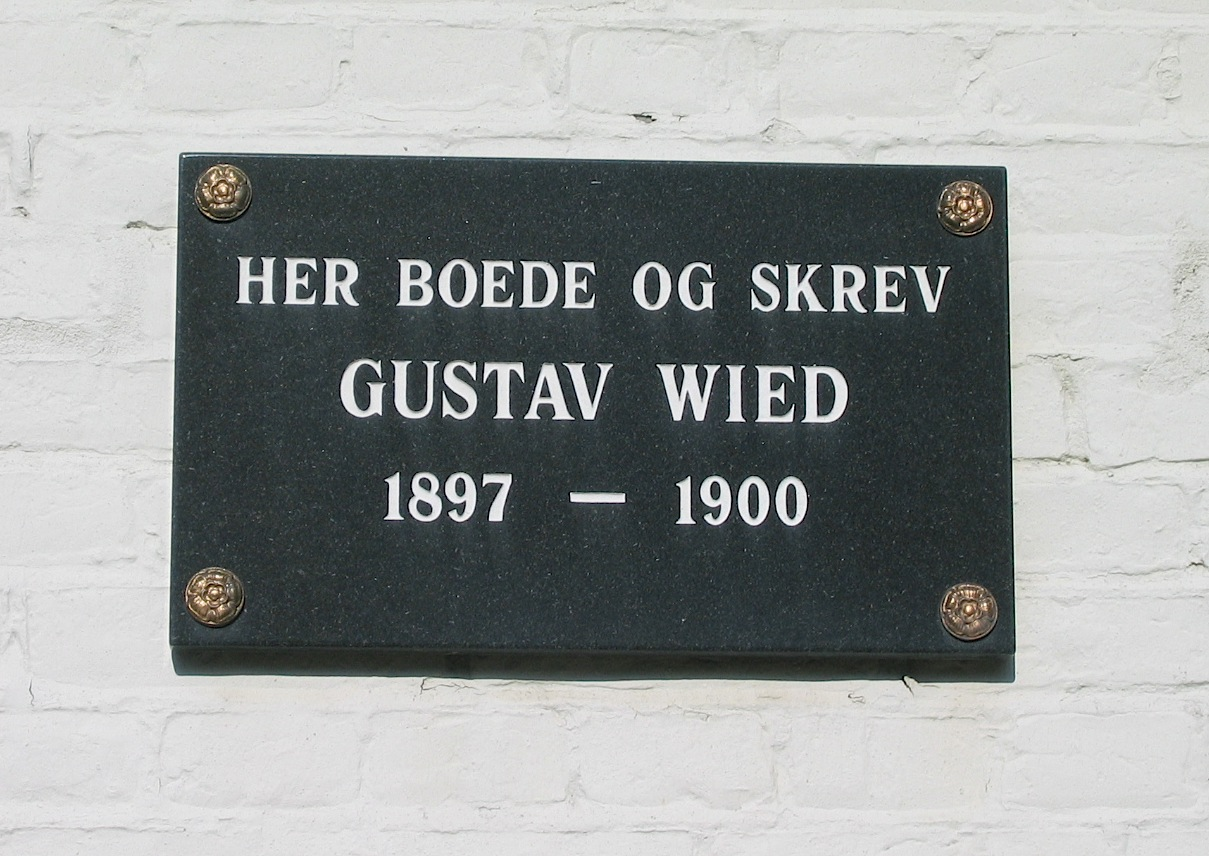
Tablica pamiątkowa na domu, w którym Gustav Wied mieszkał po przeprowadzce do Roskilde od 1897 do 1900

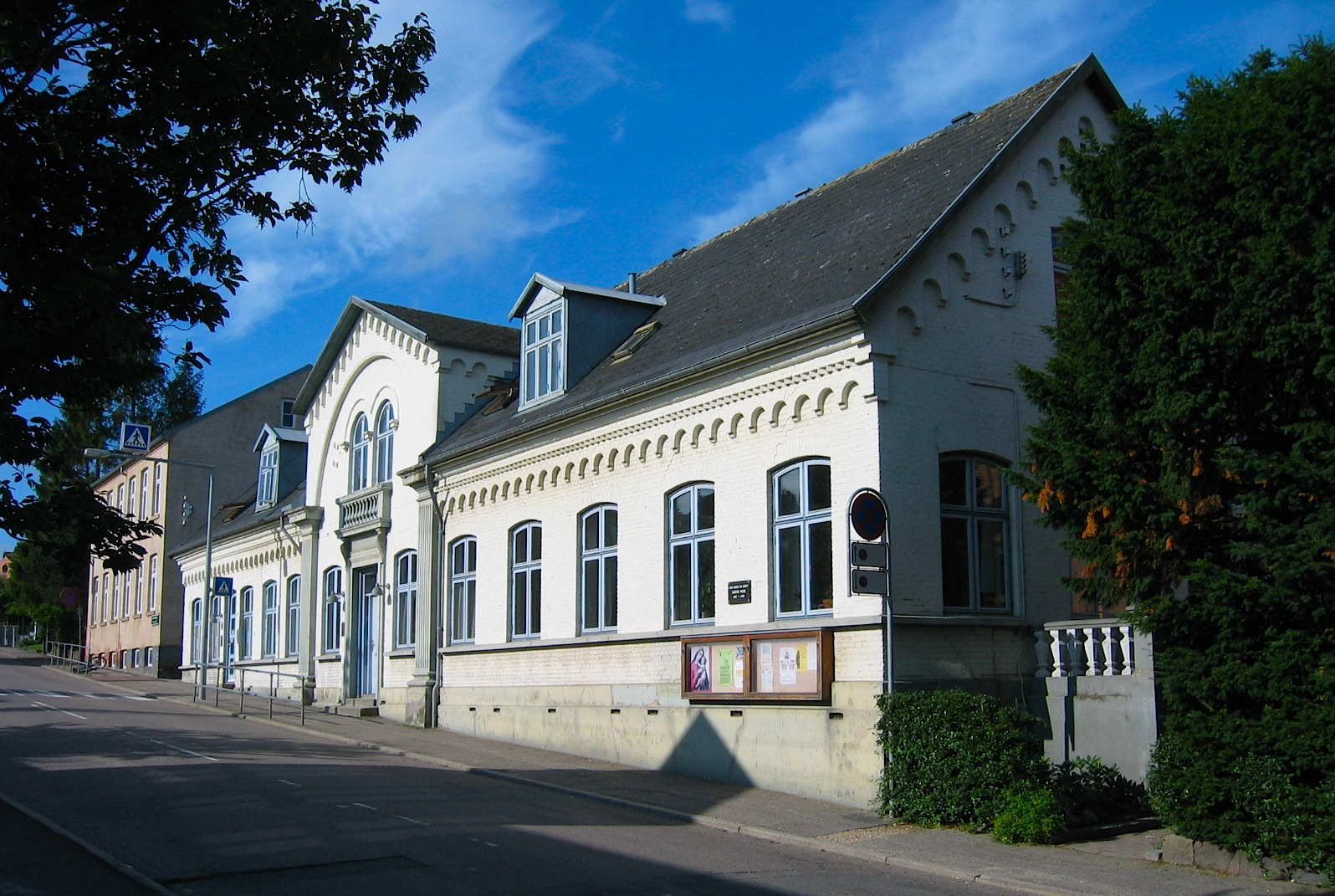
Dom, w którym Gustav Wied mieszkał po przeprowadzce do Roskilde od 1897 do 1900

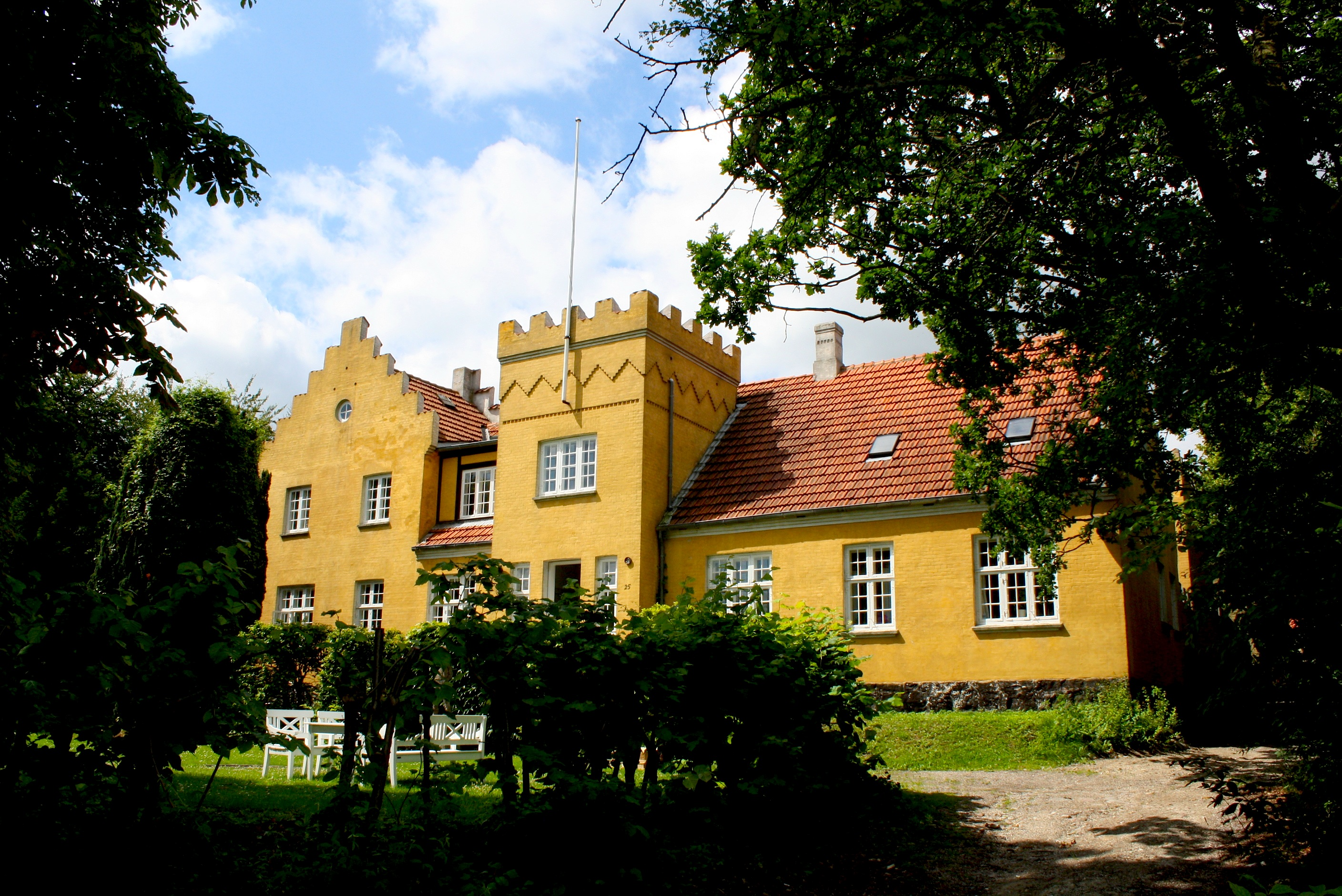
Kastellet, dom Gustava Wieda w Roskilde od 1900

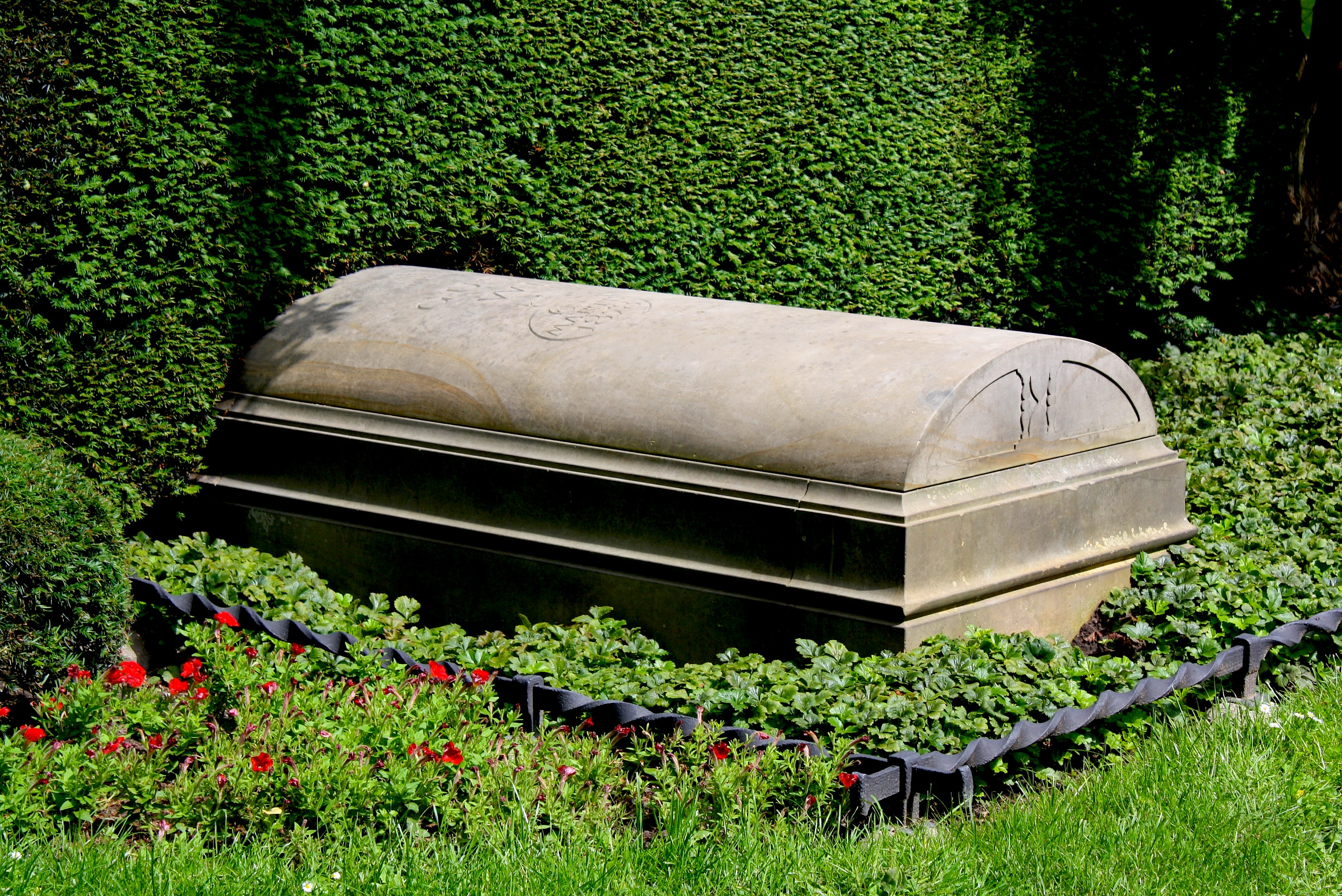
Grób Gustava Wieda w Roskilde

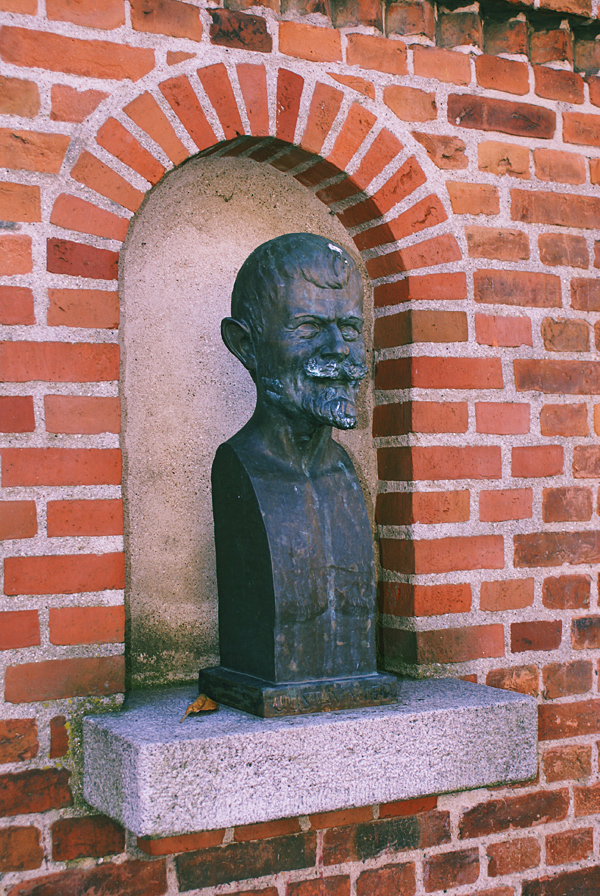
Roskilde, popiersie Gustava Wieda, dłuta Elise Brandes

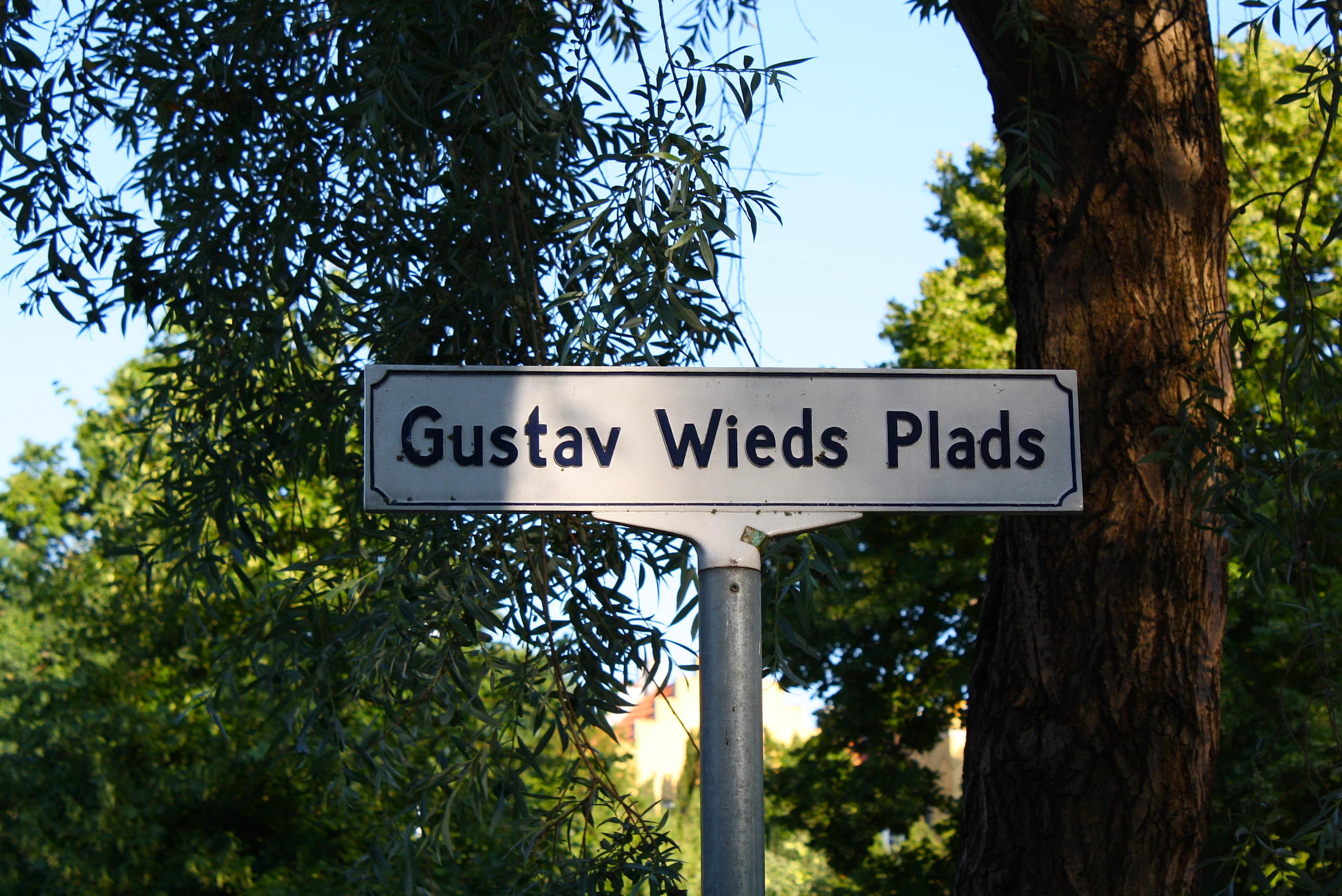
Plac Gustava Wieda w Roskilde

Gustav Wied, właśc. Gustav Johannes Wied (ur. 6 marca 1858 w majątku Holmegaard k. Nakskov, zm. 24 października 1914 w Roskilde) – duński pisarz, prozaik, poeta, dramaturg i krytyk społeczny, przedstawiciel naturalizmu, poruszający w swej twórczości drażliwe problemy moralne ówczesnego społeczeństwa i ostro rozprawiający się z pruderią i zakłamaniem duńskiej burżuazji.

## Życiorys

### Dzieciństwo i młodość
Gustav Wied był synem ziemianina Carla Augusta Wieda (1822–1914) i jego żony Cathrine Caroline z domu Boesen (1831–1910), córki obywatela ziemskiego. Był jednym z jedenaściorga dzieci, z których przeżyło ośmioro. Urodził się w majątku Holmegaard 6 marca 1858, a 18 lipca tegoż roku został ochrzczony w kościele w pobliskim Branderslev. W młodości, utwierdzony przez rodzinną tradycję, żył w przekonaniu, iż jest spokrewniony z niemiecką rodziną książęcą Wied, a królową Rumunii Elżbietę, nazywał żartobliwie „kuzynką”. Wnikliwe badania genealogiczne, przeprowadzone przez spokrewnionego z Gustavem pastora Carla Wieda, wykluczyły jednak związki krwi między obu rodzinami.
W 1873 r. Wied przyjął konfirmację w kościele w Nakskov. Zdolności i zamiłowanie do literatury odziedziczył po matce, która układała dla syna baśnie i opowieści rozbudzające fantazję małego Gustava.
Już jako chłopiec Wied zaczął pisać, jednak na jego droga do literatury piętrzyły się przeszkody, które nie pozwalały mu zająć się wyłącznie pisarstwem. Najpierw, od 1873, musiał terminować u księgarza Thierry’ego w Nakskov, a później, w latach 1875–1879, w Kopenhadze u Wøldikego. Mieszkał wtedy wraz z braćmi, Johnem i Carlem, u swojej ciotki Marie. W 1878 jego ojciec przyznał mu miesięczne stypendium w wysokości 50 koron na przygotowanie się do egzaminu maturalnego. W 1879 Gustav pomyślnie złożył pierwszą część tego egzaminu, lecz rok później nie udało mu się zdać drugiej części. W 1881 musiał podjąć pracę pisarza w kancelarii adwokackiej, a w 1882 ponownie przystąpił do matury, której po raz drugi nie zdał. W maju 1883 objął posadę nauczyciela domowego w majątku Overgaard, a w październiku tego roku stanął przed komisją poborową, która jednak uznała go za niezdolnego do służby wojskowej. Trzecia próba zdania matury, do której Wied przystąpił w 1884, zakończyła się kolejnym niepowodzeniem. W 1885 rodzice Gustava przenieśli się do Kopenhagi, a przyszłemu pisarzowi udało się pomyślnie zdać drugą część egzaminu maturalnego.
W 1886 r. Gustav Wied zdobył tytuł kandydata nauk filozoficznych. Po uzyskaniu stopnia uniwersyteckiego uczył w gimnazjum realnym w Kopenhadze-Amager. W tym okresie poważnie zainteresował się teatrem i postanowił zostać aktorem. W 1889 występował na deskach teatru eksperymentalnego Strindberga w Kopenhadze i w Malmö, grając w kilku sztukach szwedzkiego dramaturga.

### Twórczość i podróże
Gustaw Wied zadebiutował pod pseudonimem Peter Idealist (Piotr Idealista) w 1887 pamfletem politycznym pt. Nogle Aforismer i Anledning af Interpellationen i Storhedinge og dens Følger („Kilka aforyzmów z okazji interpelacji w Storhedinge i jej następstwa”), w którym wydrwił moralność ówczesnego duńskiego ministra ds. wyznań i oświecenia publicznego, Jacoba Scaveniusa, częstego bywalca kopenhaskich domów publicznych, ujawniając jednocześnie swoje antyklerykalne poglądy. W latach 1888–1889 w prasie ukazało się kilka jego wierszy, m.in. Jeg tror kun paa én Gud („Wierzę tylko w jednego Boga”). W następnych latach wydał kilka dramatów i opowiadań. Ze względu na kontrowersyjne, drastyczne sceny i wypełnioną przemocą treść zbulwersowały one ówczesną publiczność, wywołując pełną oburzenia krytykę i inne gwałtowne reakcje pod adresem autora. Wied wystawił m.in. sztuki pt. En Hjemkomst (1889, „Powrót”) i En Bryllupsnat („Noc poślubna”, wyd. 1892). Pierwsza z nich, opowiadająca o nienawiści między ojcem i synami, została zdjęta z afisza po jednym przedstawieniu. W treści drugiej znalazł się opis próby uduszenia wnuczki przez jej babkę, usiłującą ukarać w ten sposób swego zięcia za ponowny ożenek po śmierci matki dziewczynki. Premiera tej sztuki w Wolnym Teatrze Towarzystwa Studenckiego została przerwana na skutek protestów publiczności. W 1896 pisarz wystawił następną sztukę – Erotik („Erotyka”), a w dwa lata później Første Violin („Pierwsze skrzypce”). Jego kolejna sztuka pt. Det svage Køn („Słaba płeć”, 1900), poruszająca problem małżeńskiej niewierności kobiet, wywołała gwałtowną publiczną debatę, w której tym razem zabrał głos duński Kościół w osobie biskupa Maribo von Leunbacha.
Wied radził sobie znacznie lepiej jako prozaik. Jego opowiadania, nowele, szkice literackie, reportaże i wspomnienia przyniosły mu spory rozgłos w samej Danii, jak i poza jej granicami (m.in. w Niemczech i Norwegii, gdzie były tłumaczone). Jednak również tutaj pisarstwo sprowadziło nań kłopoty. Po opublikowaniu noweli De Unge og De Gamle („Młodzi i starzy”, 1891), na wniosek ministra sprawiedliwości stanął przed kopenhaskim Sądem Najwyższym, oskarżony w sprawie noweli zawierającej wątki sensualne. Opisy, których bohaterami byli dziesięcioletni chłopiec i szesnastoletnia panna służąca, zostały uznane za obsceniczne. Autora skazano w lutym 1892 na karę 14 dni aresztu lub grzywnę w wys. 100 koron, której nie był w stanie uiścić. Wyrok ten przewidywał inny duński pisarz, Carl Ewald, który po opublikowaniu noweli tak napisał do jej autora:

Drogi Gustavie Wied! Muszę Pana przygotować, jak i u Pana skoszarowanych pisarzy, na ewentualność procesu sądowego za Pańską ostatnią nowelę. Była ona wspaniała i jedyne czego Panu do niej brakuje, to odrobina kryminału. Powodzenia!.

W 1894 r. ukazał się zbiór opowiadań Wieda pt. Menneskenes Børn („Człowiecze dzieci”), a w rok później wyszła kolejna jego książka Ungdomshistorier („Opowieści z młodości”), zaś w 1896 Lystige Historier („Wesołe historie”). W 1898 ukazała się jedna z najważniejszych powieści w twórczości pisarza, trylogia Slægten („Ród”), będąca historią moralnego upadku i fizycznej degeneracji rodziny szlacheckiej (dwukrotnie zekranizowana, 1912 i 1978). Rok później wydano kolejną wysoko cenioną powieść Wieda pt. Livsens Ondskab („Złośliwość wcielona”, wyd. polskie 1970), którą przeniesiono na ekran w 1972.
Twórczość Gustava Wieda jest nasycona melancholią, przeświadczeniem o śmierci czającej się tuż za fasadą beztroskiej egzystencji, sceptycznym spojrzeniem na ówczesny moralny stan duńskiego społeczeństwa i obawami przed nagłymi dramatami, burzącymi idyllę ludzkiego bytu. W jego twórczości, znajdującej się pod wpływem utworów Ibsena, można znaleźć elementy groteski i ironicznego spojrzenia pisarza na stosunki damsko-męskie, oraz ślady gorzkiego humoru.
Dzięki swoim literackim sukcesom Wied mógł sobie pozwolić na prowadzenie swobodnego życia, w tym na liczne podróże do Niemiec i krajów śródziemnomorskich (1895). Pokłosiem rejsu po Morzu Śródziemnym i wizyt w Gibraltarze, Hiszpanii, Francji i Italii była seria reportaży, drukowanych przez duńską prasę.
Zagraniczne wojaże zajmowały sporo miejsca w życiu Wieda. W 1902 r. udał się w podróż po Szwajcarii, Monako, północnych Włoszech i Francji, odwiedzając m.in. Paryż, Pau, Lourdes i Marsylię. Tego samego roku przebywał w Berlinie, Saksonii i w austriackim Karlsbadzie. W 1906 r. pojechał na trzy tygodnie do Wielkiej Brytanii, gdzie mieszkała jego siostra Alexandra. W latach 1910–1912 podróżował do Norwegii w związku z premierami swoich sztuk oraz w celach leczniczych. Jedna z ostatnich podróży pisarza, do Drezna, miała związek z pogarszającym się stanem jego zdrowia (przebywał w klinice w Weisser Hirsch).

### Życie osobiste
Gustav Wied był kilkakrotnie zaręczony, m.in. z Nathalią Larsen, aktorką Anną Halberg (Anna Larssen) i Alice Tutein (1893). Jego związek ze znacznie młodszą i uczuciowo niedojrzałą Anną Halberg zakończył się po kilku tygodniach, utwierdzając go w niechęci do kobiet i w przekonaniu, iż są one jedynie zwykłymi ladacznicami. Wied podjął wtedy nieudaną próbę samobójczą.
W 1893 r., podczas przyjęcia u Carla Ewalda, poznał mężatkę, Agnes Henningsen, w której się zakochał. Oświadczył jej mężowi, iż uczyni wszystko, by odebrać mu żonę. Agnes, usatysfakcjonowana zainteresowaniem pisarza swoją osobą, lecz pragnąca uniknąć skandalu, zręcznie skierowała uwagę Wieda na swoją szkolną przyjaciółkę, Alice Tutein. W tym związku, pomimo wzajemnej sympatii i dojrzałości emocjonalnej nowej narzeczonej, pisarz, pomny wcześniejszych przykrych doświadczeń, nie spieszył się z cementowaniem narzeczeństwa: oboje dość długo mieszkali osobno. W 1894 r. Wied zamieścił w prasie anons powiadamiający o jego rzekomym ślubie z Alice. Krok ten miał na celu uniknięcie skandalu, ponieważ Alice oczekiwała dziecka pisarza. W sierpniu tego roku w Købelev na Lolland urodził się ich syn Johan Sofus Herman Wied. W 1896 urodziła się nieślubna córka pisarza i Alice, Ingermarie. Po tym wydarzeniu Gustav i Alice pobrali się w maju 1896 w willi Rolykke w Sæby, gdzie ówcześnie mieszkali, po wcześniejszej interwencji ojca Alice, byłego posła Ferdinanda Tuteina, który zagroził złożeniem doniesienia na policję o „niemoralnym” charakterze ich związku i dwojgu nieślubnych dzieci. W 1900 pisarzowi urodził się kolejny syn, Jakob Peter.
W 1897 r. Gustaw Wied przeniósł się wraz z rodziną do Roskilde, które już na dobre miało się stać jego domem, a w przyszłości miastem, z którym w Danii wiąże się imię pisarza. Wied zamieszkał początkowo przy ul. Sct. Olsgade, a w 1899 r. zainicjował budowę własnego domu, Kastellet (kasztel), do którego rodzina przeniosła się w 1900. Po śmierci pisarza (1914) wdowa po nim sprzedała Kastellet.
Poza pisarstwem Wied pasjonował się fotografią. Już w 1901 stał się posiadaczem aparatu fotograficznego. Pozostawił po sobie interesującą kolekcję fotografii, dokumentującą życie rodzinne pisarza i mieszkańców Roskilde. Kolekcjonował też laski, których używał podczas licznych spacerów po Roskilde i okolicy. Kolejną pasją Wied było introligatorstwo. Pisarz posiadał niewielki warsztat, w którym miejscowy introligator udzielał mu praktycznej nauki sztuki wiązania ksiąg.
Gustav Wied był znany z czarnego humoru. Jest to ilustrowane przykładem incydentu, który przytrafił się córce pisarza. Pewnego dnia otrzymała ona zaproszenie, z którego nie chciała skorzystać, lecz nie potrafiła w taktowny sposób odmówić. Jej ojciec, bez dłuższych deliberacji, umieścił na kopercie listu, w którym przysłano zaproszenie, krótką adnotację: „Adresatka zmarła” i kazał poczcie pismo odesłać. Po kilku dniach na adres Wiedów nadeszła przesyłka zawierająca wieniec żałobny, co rozbawiło pisarza i jego córkę.

### Ostatnie lata
W krótkim, najbardziej twórczym okresie swego życia na przełomie stuleci Gustav Wied cieszył się sporym powodzeniem, a jego twórczość była porównywana do osiągnięć Guy de Maupassanta. Pod koniec swego życia pisarz cierpiał jednak na niemoc twórczą, pogłębiającą się depresję i kłopoty finansowe. W 1913 był zmuszony zawrzeć umowę z firmą wydawniczą Gyldendal, zrzekając się na jej korzyść praw autorskich do swoich książek. Wydawnictwo zobowiązało się przejąć w zamian długi pisarza, wynoszące niebagatelną ówcześnie sumę 30 tys. koron. Poza kłopotami finansowymi Wied miał też problemy zdrowotne (poza depresją – poważne dolegliwości żołądka). Niepowodzenie powieści Pastor Sørensen i spółka (1913), z którą krytycy obeszli się bezlitośnie, doprowadziło pisarza do kolejnej, nieudanej, próby samobójczej. Po następnym pobycie w szpitalu i niepowodzeniu sztuki Kærlighedens Kispus (wygwizdanej przez publiczność podczas premiery 17 października 1914 i zaatakowanej przez krytyków literackich) Wied popełnił samobójstwo zażywając cyjanek, co potwierdza świadectwo zgonu wystawione przez jego lekarza, Fritza Jørgensena. Miał wówczas 56 lat.
Jego przyjaciel, pisarz Carl Ewald, powiedział niegdyś z ironią:

Gustav odbierze sobie kiedyś życie, jeśli w osiem dni pod rząd nie będzie w stanie wymyślić czegoś zabawnego.

 Gustav Wied został pochowany na cmentarzu Gråbrødre kirkegård w Roskilde, obok swoich rodziców. W 1915 na jego grobie ustawiono kamienny nagrobek, pod którym w 1958 spoczęła również żona pisarza.

### Spuścizna
W Roskilde, mieście, z którym pisarz był związany w ostatnich latach swego życia, działa Towarzystwo Gustawa Wieda (Gustav Wied Selskabet), założone w lutym 1938, pielęgnujące pamięć o twórcy i jego dziełach. Towarzystwo od 1998 r. wydaje periodyk Wiediana, zajmujący się na swoich łamach życiem i twórczością pisarza. Na fasadzie pierwszego domu, w którym zamieszkał on po przeprowadzce do Roskilde w 1897, wmurowano tablicę pamiątkową. W 1988 w mieście ustawiono popiersie pisarza dłuta norweskiej artystki Elise Brandes (1908). Jego imieniem nazwano plac, położony w sąsiedztwie jego dawnego domu (2003) oraz jedną z lokalnych winiarni. Ulice Gustava Wieda można też znaleźć w kilku innych miastach Danii. Jego dom w Roskilde, gdzie pisarz zmarł, został wpisany na listę zabytków. Ustawiono przed nim niewielki pomnik dłuta Walthera Linisa, wykonany na podstawie fotografii pisarza. Obok domu zachował się ogród pamięci (mindelunden), w którym pisarz upamiętniał niewielkimi obeliskami zmarłych członków swojej rodziny i przyjaciół. Muzeum Roskilde oraz lokalne archiwum historyczne w Roskilde przechowują archiwalia i inne eksponaty związane z osobą Wieda, w tej liczbie jego interesujący portret na złotawożółtym tle, pędzla Franza Henriquesa (ok. 1913). W 2008 uroczyście obchodzono 150. rocznicę urodzin pisarza. Na jego temat ukazały się liczne książki i publikacje prasowe, przede wszystkim w Danii, gdzie nadal uważany jest za jednego z najbardziej znanych i płodnych rodzimych dramaturgów. Gustaw Wied był jednym z pierwszych Duńczyków, których głos został zarejestrowany na płycie gramofonowej. Miało to miejsce latem 1913, kiedy pisarz odczytał wstęp do swej powieści Pastor Sørensen i spółka.

## Ważniejsze utwory
Spośród licznych utworów Gustawa Wieda, m.in. zamieszczonych poniżej według Nygaarda Larsena, część została przetłumaczona na niemiecki i norweski. W Polsce znana jest jedna z jego powieści, wydana w 1970 r. przez Wydawnictwo Poznańskie „Złośliwość wcielona” (zamieszczone poniżej polskie tytuły pozostałych utworów są dosłownym przekładem z duńskiego). Sztuki Wieda były wystawiane poza Danią, m.in. w Wiedniu (Frøken Mathilde, 1908; „Panna Matylda” z Det svage Køn), Christianii (Vidunderbarnet, 1911), Berlinie (Dansemus, 1912), Dreźnie i Stuttgarcie. Kilka pozycji z jego dorobku literackiego sfilmowano w Danii.

### Proza
- Silhuetter (Sylwetki, 1891)
- De unge og de gamle (Młodzi i starzy, 1891)
- Barnlige Sjæle (Dziecinne dusze, 1893)
- Menneskenes Børn (Człowiecze dzieci, 1894)
- Ungdomshistorier (Opowieści z młodości, 1895)
- Adel, Gejstlighed, Borger og Bonde (Szlachta, duchowieństwo, mieszczanin i chłop, 1897)
- H. C. Andersen. Stemninger og Eventyr (H. C. Andersen. Nastroje i przygody, 1897)
- Slægten (Ród, 1898)
- Livsens Ondskab (Złośliwość wcielona, 1899; wydanie polskie 1970)
- To Kroner og Halvtreds og andre Skærmydsler (Dwa pięćdziesiąt i inne potyczki, 1901)
- Knagsted. Billeder fra Ind- og Udland (Knagsted. Obrazki z kraju i zagranicy, 1902)
- Fædrene æde Druer (Ojcowie jedli winogrona, 1908)
- Circus Mundi (1909)
- Pastor Sørensen & Co. (Pastor Sørensen i spółka, 1913)
- Digt og Virkelighed. Livserindringer (Poezja i rzeczywistość. Wspomnienia, 1914)
- Muntre Fortællinger (Radosne opowieści, 1914)
- Imellem Slagene (Pomiędzy ciosami, 1914)

### Sztuki teatralne
- En Hjemkomst (Powrót, 1889)
- En Bryllupsnat (Noc poślubna, 1892)
- Erotik (Erotyka, 1896)
- Første Violin (Pierwsze skrzypce, 1898)
- En Mindefest (Uroczystość, 1899)
- Det svage Køn. Fire Satyrspil (Słaba płeć. Cztery satyry, 1900)
- Thummelumsen (1901)
- Skærmydsler (Potyczki, 1901)
- Fru Mimmi eller Hæven (1901)
- Atalanta eller naar Piger har Penge (Atalanta, albo kiedy dziewczynki mają pieniądze, 1901)
- Den gamle Pavillon (Stary pawilon, 1902)
- Kærlighed (Miłość, 1903)
- Et Opgør (Bunt, 1903)
- Hendes gamle Naade (Jej starsza wysokość, 1904)
- Byens Stolthed (Duma miasta, 1905)
- Dansemus (Tancereczka, 1905)
- Ranke Viljer (1907)
- Ærtehalm (1909)
- Vidunderbarnet (Cudowne dziecko, 1911)
- Kærlighed og Trøfler (Miłość i trufle, 1912, wyd. 1965)
- Kærlighedens Kispus (1914)

### Dzieła sfilmowane
Spośród dzieł Gustava Wieda zekranizowano:
- Fædrene æde Druer („Ojcowie jedli winogrona”; sfilmowana w 1993 jako Sort høst, „Czarne żniwa”)
- Livsens ondskab („Złośliwość wcielona”, 1972)
- Slægten („Ród”, 1912, 1978)
- Thummelumsen (1941)

oraz kilka sztuk teatralnych dla teatru telewizji duńskiej.